# دهستان ایرافشان
دهستان ایرافشان، یکی از دهستان‌های بخش آشار شهرستان مهرستان در استان سیستان و بلوچستان ایران است. مرکز این دهستان، روستای ایرافشان است.

## جمعیت
بر پایه سرشماری عمومی نفوس و مسکن در سال ۱۳۹۵، جمعیت دهستان ایرافشان برابر با ۵٬۸۱۹ نفر بوده‌است.